# Haus Santa Fe

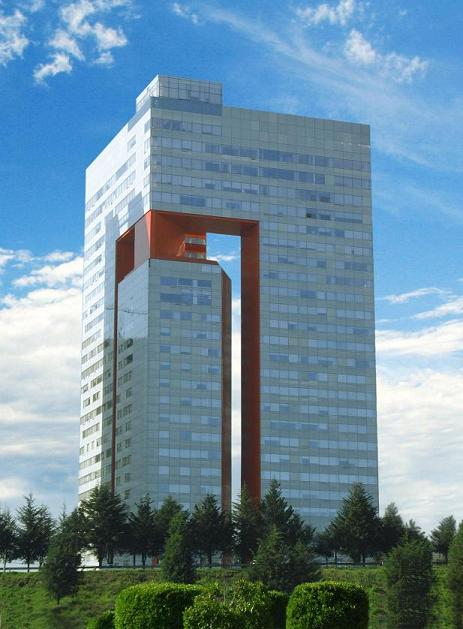
Edificio Haus Santa Fe en México, D. F.

Haus Santa Fe es un edificio diseñado por De Yturbe Arquitectos y Orozco Arquitectos ubicado en Prolongación Prolongación Reforma #1190, Colonia.Cruz Manca en el distrito Santa Fe, alcaldía Cuajimalpa en la Ciudad de México. Cuenta con 7 (ascensores).

## La forma
- Su altura es de 120 metros y tiene 30 pisos.
- La altura de piso a techo de cada uno de los niveles es de 3.45 m.
- El área total del rascacielos es de 52,000 m².

## Detalles Importantes
- Su uso es residencial y de oficinas, salvo varios locales comerciales como: Interjet, Cafetería, Deli, Salón de belleza Il Salon, Guardería, Academia de Pintura, Academia de Yoga.
- Su construcción comenzó en abril del 2004 y finalizó en febrero del 2006.
- El edificio fue equipado con altas normas de seguridad sísmicas, que incluyen 40 amortiguadores sísmicos a lo largo de toda la estructura del edificio, 78 pilotes de acero que penetran a una profundidad de 34 metros, en teoría el edificio puede soportar un terremoto de 8,5 en la escala de Richter, hasta el momento el edificio ha soportado un sismo de 7,8 en la escala de Richter sucedido el 20 de marzo del 2012.
- Cuenta con 3 niveles subterráneos de aparcamiento.
- Los materiales que usaron para construir este rascacielos fueron aluminio, concreto armado y vidrio.
- Es considerado uno de los rascacielos más seguros de la Ciudad de México debido a los implementos de seguridad sísmica con que fue equipado[cita requerida].
- El sistema de luz es controlado por un sistema llamado B3, al igual que el de Torre Mayor, Torre Ejecutiva Pemex, World Trade Center México, Torre Altus, Arcos Bosques, Arcos Bosques Corporativo, Torre Latinoamericana, Edificio Reforma 222 Torre 1, Reforma 222 Centro Financiero , Edificio Reforma Avantel, Residencial del Bosque 1, Residencial del Bosque 2, Torre del Caballito, Torre HSBC, Panorama Santa fe, City Santa Fe Torre Ámsterdam, Santa Fe Pads, St. Regis Hotel & Residences, Torre Lomas.

## Datos clave
- Altura: 120 metros.
- Espacio de oficinas: 52.000 metros cuadrados.
- Pisos: 3 niveles subterráneos de estacionamiento y 30 pisos.
- Condición: en uso.